# Kyselina oxaloctová
Kyselina oxaloctová je organická dikarboxylová kyselina. Deprotonovaná forma (−OOC-CH2-CO-COO−) je známá pod názvem oxalacetát. Oxalacetát je intermediátem Krebsova cyklu, glukoneogeneze a je konečným produktem degradace některých aminokyselin.

## Důležité reakce

### V Krebsově cyklu
Oxalacetát je posledním, konečným, meziproduktem před vytvořením citrátu. Vzniká oxidací S-malátu působením enzymu malátdehydrogenázy. Při této reakci se redukuje NAD+ za vzniku NADH + H+.

ΔG°´ této reakce je rovno +27,9 kJmol−1, což rovnováhu posouvá výrazně ve směru reaktantů (S-malátu) a koncentrace oxalacetátu je oproti S-malátu výrazně nižší. Díky tomuto oxalacetát patří mezi hlavní regulátory citrátového cyklu.
Reakcí oxalacetátu s acetyl-CoA vzniká S-citryl-CoA. Enzymem této reakce je citrátsyntáza. S-citryl-CoA následně podléhá hydrolýze za uvolnění HS-CoA a vzniku citrátu. Reakce je stereospecifická a vzniká pouze (S) forma citrátu.

### Při fotosyntéze
Oxalacetát, jako zásobní látka nebo meziprodukt, je využíván C4 (Hatchův–Slackův cyklus) a CAM (CAM cyklus) rostlinami.
 V noci (CAM rostliny; v případě C4 rostlin se tento děj odehrává nezávisle na denní době) je CO2 vázán na fosfoenolpyruvát (PEP) a vzniká tak oxalacetát (malát). V temnostní fázi fotosyntézy (v případě CAM rostlin ve dne, kdy se získává energie pro Calvinův cyklus) je pak CO2 uvolňován do chloroplastů a vázán na ribulósa-1,5-bisfosfát a souborem dalších následných reakcí tak vzniká glyceraldehyd-3-fosfát, který je dále přeměněn na cukry (sacharidy) a další organické látky (škrob, bílkoviny, …).

### V glukoneogenezi
Oxalacetát je výchozí sloučeninou glukoneogeneze, na kterou se převádějí všechny produkty glykolýzy, laktát, pyruvát, metabolity citrátového cyklu a většina aminokyselin. 
Jediné aminokyseliny, které nemohou živočichové převádět na oxalacetát, jsou leucin a lysin, jejichž rozkladem vzniká pouze acetyl-CoA. Dále na glukosu se u živočichů nemohou převádět mastné kyseliny, které se také odbourávají hlavně na acetyl-CoA. Glycerol, jeden z konečných produktů metabolismu mastných kyselin, je převáděn na glukosu přes glycerolfosfát a oxalacetát tedy není meziproduktem. 
U rostlin však jsou mastné kyseliny přeměňovány v glyoxalátovám cyklu z acetyl-CoA na oxalacetát, takže lipidy mohou u rostlin sloužit jako zdroj uhlíku.
Pyruvát se na oxalacetát převádí působením enzymu pyruvátkarboxylasy.
V následné reakci vzniká z oxalacetátu fosfoenolpyruvát působením enzymu fosfoenolpyruvátkarboxykinasy (PEPCK).
Fosfoenolpyruvát je poté mnoha dalšími reakcemi převeden na glukósu, která poté kondenzuje na glykogen, zásobní polysacharid všech živočichů.

### Při odbourávání aminokyselin
Oxalacetát je konečným produktem při odbourávání některých aminokyselin, patřících mezi tzv. glukogenní. Glukogenní aminokyseliny jsou aminokyseliny, které se odbourávají na některé z produktů glykolýzy.
Mezi kyseliny, které se odbourávají přímo na oxalacetát, patří pouze aspartát a asparagin. Ostatní glukogenní aminokyseliny se odbourávají na jiné produkty, které se mohou v případě potřeby na oxalacetát přeměnit.